# بسطام (اسم)
بسطام هو اسم علم مذكر من أصل عربي، ومعناه هو جرأ.

## شخصيات تحمل الاسم
- بسطام بن قيس

## وصلات خارجية
- موسوعة السلطان قابوس لأسماء العرب